# We Have a Ghost
We Have a Ghost är en amerikansk skräckkomedifilm från 2023 i regi av Christopher Landon, baserad på den Geoff Manaugh-skrivna historien Ernest från 2017. Filmen, som även har fått sitt manus skrivet av regissören Christopher Landon, hade premiär på Netflix den 24 februari 2023. I huvudrollerna syns David Harbour, Jahi Winston, och Anthony Mackie.
Inspelningarna av denna film påbörjades i Donaldsonville och New Orleans, Louisiana i augusti 2021, för att sedan avslutas i oktober samma år.

## Handling
Filmens handling kretsar sig kring familjen Presley, som precis har köpt ett billigt, övergivet hus. När familjens yngste son Kevin sedan går upp på vinden till detta hus, fångar han ett tyst och harmlöst spöke vid namn Ernest på film. Under tiden som Kevin försöker hjälpa Ernest att komma ihåg sitt förflutna, bestämmer sig pappa Frank för att publicera sonens spökvideo på YouTube, detta för att få familjen att bli kända. Och mycket riktigt, så blir hela familjen kända, så kända att till och med CIA blir inkopplade i hela den här händelsen. Men frågan är bara om familjens nyfunna kändisskap kommer att räcka hela vägen.

## Rollista (i urval)
- Anthony Mackie – Frank Presley
- David Harbour – Ernest
- Jahi Winston – Kevin Presley
- Tig Notaro – Dr. Leslie Monroe
- Erica Ash – Melanie Presley
- Jennifer Coolidge – Judy Romano
- Faith Ford – Barbara Mangold
- Niles Fitch – Fulton Presley
- Isabella Russo – Joy Yoshino
- Scott A Martin – Sheriff Brown
- Tom Bower – Ernest Scheller